# Гребля Уед-Краміс
Гребля Уед-Краміс (Oued Kramis) – гідротехнічна споруда на півночі Алжиру.
Греблю спорудили в 2001 – 2004 роках на уеді Краміс, що впадає до Середземного моря за шість десятків кілометрів на північний схід від Мостаганему. Водозбірний басейн вище від споруди складає 302 км2, а її головним призначенням є водопостачання та іригація.
В межах проекту долину уеду перекрили земляною греблею із глиняним ядром висотою 55 (за іншими даними – 48) метрів, довжиною 630 метрів та шириною по гребеню 7 метрів. 
Гребля утворила водосховище площею поверхні 2,76 км2 та об’ємом 45,4 млн м3, з яких 12 млн м3 відносяться до «мертвого» об’єму. Нормальний рівень поверхні знаходиться на позначці 108 метрів НРМ, але під час повені може зростати до 111,1 метра НРМ (гребінь греблі знаходиться на рівні 112,5 метра НРМ).